# SKIP BEAT！華麗的挑戰
《SKIP・BEAT!》（日语：スキップ・ビート!），「SKIP・BEAT!」為正式書名，「華麗的挑戰」為東立給的副標題名，「下一站巨星」為天下出版社給的副標題名。作者為仲村佳樹，連載於花與夢雜誌，由日本白泉社結集出版。台灣譯名為《SKIP・BEAT！華麗的挑戰》，台灣中文版由東立出版社出版，花漾半月刊連載。香港譯名為《SKIP・BEAT！下一站巨星》，香港中文版由天下出版社代理，為Comics World叢書。
漫畫獲選2024年「BookLive 讀者票選」戀愛·喜劇漫畫類第7名。

## 故事簡介
最上恭子本來只是一名京都的高中一年級生，因為青梅竹馬――不破尚的請求而放棄高中隨他來到東京。不破尚為成為藝人而努力，但恭子為了照顧他每天瘋狂打工、完全不顧自己卻無怨無悔。不破尚來東京不久後迅速走紅，開始疏離恭子。終於有一天恭子發現不破只是利用她。恭子受到巨大傷害，完全失去愛人和期待被愛的心。由於不破的一句：「如果你要想報仇就進入藝能界吧。」恭子以無比的怨恨來立志成為藝人，以狠狠打擊不破尚，之後故事內容就是關於女主角其後努力發展的故事。

## 登場人物

### 主要人物
最上恭子（聲優：日本：長澤美樹（廣播劇）／井上麻里奈（動畫）／台灣：許淑嬪／香港：劉惠雲）
藝名：京子、年齡：16歲→17歲（漫畫119話開始）、生日：12月25日、身高：162公分、血型：B型、出生地：京都、事務所：LME
自幼於單親家庭成長，受着母親冷漠無情的對待，一旦決定去做某件事便會努力前進的純真的少女。小時候經常被交托給尚的雙親，所以尚和恭子從小一起長大。不做特別的打扮，每天忙於打好幾份工，只要休息一天就會繳不出公寓的房租。一心仰慕著小時候的青梅竹馬，目前已是超人氣當紅歌手的不破尚。某日藉着工作之便，恭子偷偷混進公司找尋心愛的尚，卻聽到自己只是被當做女傭的震憾事實，所以神給自己打不開的箱子打開了，箱子裡的惡魔（怨恭）跳了出來。因此恭子下定決心改變自己，剪去了黑色長髮並染啡髮，把以前擁有的東西變賣換錢，其中最值錢的是尚的CD和精品，並搬出為了尚而勉強租下的公寓，居住在不倒翁屋的二樓，捨棄過去並加入演藝圈。比尚的父母更瞭解尚的弱點，例如知道尚討厭自己俗氣的本名、愛吃鹹味煎蛋卷但討厭甜的等等，而父母只知道尚討厭煎蛋卷。
被拋棄後缺乏愛人的能力，因而被羅利社長強迫加入LOVE ME部（拉不密部）。小時候尚不懂安慰哭泣的恭子，她也不想為難尚，所以她就自然不再在尚的面前哭泣，就在尋找一個可以獨自哭泣的地方，在森林深處遇到了CORN，並和他成為好朋友。雖然只是短短幾天的時間，恭子擁有了夢境般最美麗及寶貴的秘密回憶。恭子最珍視的寶物是CORN石，即CORN在離開前送給她的，帶著悲傷藍色的石頭，放在陽光下就會變色，而在變色的那一瞬間就會發生能把憂傷吸去的魔法。
最尊敬的人是敦賀蓮，在恭子心中是神級的演員，以蓮為目標而演技不斷進步中。視尚為獵物，並下定決心要打敗他。視庫為爸爸。她對童話、妖精、王子公主、千金小姐之類特別着迷，角色偏食症的原因就是這樣來的，雖然擁有很強的演戲潛質，但要對角色感興趣才演得好。擁有絕對視感，觀察別人並收集身體數據，以製作超迫真娃娃。身體數據包括頭部跟全身、上半身跟下半身、肩膀到手肘、手肘到手腕、大腿跟小腿、肩膀到腰部的角度等等的比例，還有肌肉和骨骼分佈位置。在第一眼見到該隠時，已憑著蓮的身體數據，認出該隠就是蓮。
因飾演《Prisoner》中的天使B成為話題，再加上即將飾演《DARK MOON》中的未緒，很多人在意恭子是誰，因此受邀上電視節目《日本情報望遠鏡（Japo Net Scope）》中的《通輯望遠鏡（Wanted Scope）》單元。察覺到Vie Ghoul抄襲尚的風格，並認為尚不肯面對失去第一名的現實，罵他是個只會裝酷的膽小鬼，尚一時之氣而揮手，不小心刮花她的臉，但恭子此舉卻令尚振作起來，擊敗Vie Ghoul。
在瑪莉亞8歲生日那天，與她舉辦名為「HAPPY GRATEFUL PARTY」的感謝派對，藉由讓大家同歡的派對，向這一年照顧過她們的人傳達感謝之意。並在感謝派對那天把敦賀蓮超擬真特大規格娃娃送給瑪莉亞，還附有和兩組可替換的臉部零件——「裝酷面具」及「沉睡面具」，令她非常開心，但感謝派對的來賓全場驚愕和啞口無言。
在17歲生日時收到奏江送給她的童話風化妝品套裝「閃閃亮亮BLING BLING♥SWEET彩妝組」，因而非常感激奏江，在收到時興奮得噴鼻血。初吻被尚奪走，原本失落的心情因為蓮而有了改變，因其情人節不送蓮巧克力反而送紅酒果凍，使蓮控制不住而衝動的親了她，但蓮因為最後的剎車，只親了恭子的臉。
接下羅利給的最危險的任務，扮演該隱・希爾之妹——雪花・希爾，以蓮的護身符的身分陪在他的身邊。而在扮演雪的過程中，發現自己對蓮的心意，目前正努力隱藏中。稱潔莉為魔法的女神「謬思大人（Muse-sama）」並崇拜她，認為她的化妝品是魔法道具。因《TRAGIC MARKER》需拍攝外景而到關島，並在那裡遇到變回久遠身份的蓮，恭子一眼就認出他是CORN，因重遇他並見到他長大成人而非常高興，與他聚舊，發現他臉上完全沒笑容，並嘗試開解他，CORN在走前親吻了她。目前已跟蓮互相坦白心意。
怨恭（怨靈恭子）
恭子的怨靈，經常在恭子四周。於和不破尚有關的事情發生時會出現，頭髮及身軀均為藍黑色。有時是以怒氣探測器形式出現。當蓮露出神聖笑容時會被淨化。能集體纏著一個人使其身體不能動，或集體攻擊一個人。其中一隻曾被雷爾諾徒手抓住當人質，用作威脅恭子做巧克力給他。
坊
恭子穿著大公雞娃娃裝，在Bridge Rock的綜藝節目《果然是隨心所欲瘋狂搖滾／三心兩意的ROCK》中飾演吉祥物。恭子曾在穿著坊的娃娃裝時巧遇蓮，刻意裝成另一種聲音，希望不要讓他認出自己是恭子。在蓮不能順利飾演嘉月時，以坊的身分協助他，告訴他關於戀愛的知識。
天使B
恭子在尚的歌曲《Prisoner》的PV中飾演的天使，與天使A是好朋友。天使A與惡魔墮入愛河，導致天使A壽命縮短，天使B因而非常憎恨惡魔，為了保住好朋友的性命而殺掉他，即使被天使A憎恨也毫不在乎。最終因初次犯罪的罪惡感和保護了好朋友的狂喜交雜，令她的心變得瘋狂，自己也變成了惡魔。
本鄉未緒
恭子在連續劇《DARK MOON》中飾演的角色。是大富豪本鄉家的次女。非常喜歡拉小提琴。原版《月晦》中因自卑而遮蓋著左額上的疤痕，《DARK MOON》中被恭子改成短髮，認為更符合未緒的性格。自小就又羨慕又嫉妒才貌兼備的姐姐操，造成了沒有自信的性格，後來又因操嫉妒她的小提琴才能比自己出色，被推下陡峭的山坡並毀容，而對外宣稱的原因是去山上的別墅時和操玩耍時，不小心滾下棄置有一堆玻璃的山坡所造成的，連父母都不知道真相，所有人都以為只是一個意外。自此她的內向性格就更趨嚴重，從那天開始失去了笑容，醜陋的妒忌心膨脹至飽和點，變成鋒利的刀，指向夢想和期待著與嘉月重逢的美月身上。操唸作Misao（みさお）而未緒唸作Mio（みお），因而被同學取笑為少了一個音節的缺憾。經常被父母把她跟操作比較，又被別人說她們名字差不多，但未緒的資質差得遠。恭子一開始知道是千金小姐的角色而非常期待，後來知道是性格陰沉，一直欺壓男女主角的角色就打算辭演，後來希望直接接觸蓮的演技而決定參演《DARK MOON》，並努力揣摩角色。
北澤夏
恭子在連續劇《BOX"R"》中飾演的角色。欺凌集團的領袖，以欺凌別人為樂。唯一的知心朋友是薰。有著溫柔的父母，學習能力強，做事又快又好，經常是一群人中的領袖，受到大家喜愛。在眾人面前時笑面迎人，裝出乖巧的樣子，獨處時卻一點表情都沒有，認為自己的人生很無聊，毫無刺激，沒意思，於是以欺凌別人來取樂子。隨心所欲控制和利用其他人，所以最終只有薰願意留在她身邊。恭子認為夏必須帥氣又高雅，有領袖風範，為了演好這角色，在凌晨兩時找蓮請教身為模特兒訣竅和重點，學習走台步和站姿，通宵練習。問事務所借了大姐姐風格的衣服，並以鐵線自製Princess Rosa項鍊。
雪花・希爾（Setsuka Heel）
恭子在電影《TRAGIC MARKER》中飾演殺人魔的虛構演員該隱・希爾的妹妹。暱稱雪。病態兄控。作為護身符留在蓮的身邊，以雪花的身份跟蓮展開半同居的生活。因愛華一直纏著該隱而非常嫉妒她，並把愛華甩了出去。
敦賀蓮（聲優：日本：成田劍（廣播劇）／小西克幸（動畫）／田村睦心（小時候）／台灣：梁興昌／香港：翟耀輝）
本名：久遠・希斯利（Kuon Huxley）、年齡：20歲→21歲（漫畫138話開始）、生日：2月10日、身高：190公分、血型：A型、出生地：美國、事務所：LME
人氣與實力都是演藝圈第一的演員，熱愛演戲，是全國最受女性歡迎的男藝人，卻對愛情沒輒，是一個戀愛白痴。表面個性溫和，無論對誰也笑面迎人，其實性格很恐怖，憤怒時會展現出虛偽惡毒的紳士笑容，散發著極度刺眼的光芒。在某些情況下會顯現真正的自我（在漫畫71話被恭子稱為「黑夜帝王」），真正高興時會展現出令怨恭蒸發的神聖笑容（恭子稱）。現在對恭子來說，蓮就如神一樣的存在。亞曼迪的專屬模特兒，平常穿的服裝幾乎都是亞曼迪的。對吃飯方面非常隨便，食無定時，把營養果凍飲料、營養補給品或在便利商店買的御飯團就當作一餐。
久遠10歲時，父親因電影發佈會而要回日本一趟，順道回鄉下京都看看，久遠受父親邀請而一起去，在那時遇到恭子，由於他的髮色、眼睛顏色和散發出來的氣質，被恭子當成妖精。在自我介紹時說自己叫久遠（Kuon），但被恭子誤聽成CORN（Koon），之後就一直以CORN稱呼他。跟恭子說要離開時，她哭得非常傷心，於是把一顆藍色的石頭送給她，放在陽光下就會變色，而在變色的那一瞬間就會發生能把憂傷吸去的魔法。起初因為恭子為了報復而加入演藝界的動機，而很討厭恭子。在經過許多事情後，才明白自己對恭子的愛。十分重視恭子，默默守護她不被其他玩世不恭的男性接近。發現恭子被追求，或是跟不破有接觸，及恭子遇到危險時都相當在意和緊張。暴走時或想起以往記憶時，只有恭子才能令他理性清醒過來。被羅利社長及經紀人社先生發現他對恭子的愛。
當瑪莉亞8歲生日時，在感謝派對中送了聖女貞德的緞帶給她，並表明是動用了一點關係，請聖女貞德的設計師設計這款瑪莉亞專屬、獨一無二的緞帶。在恭子17歲生日時，把一朵很大的玫瑰花送給她，名為Queen Rosa，並把一顆名貴的寶石藏在裡面，名為Princess Rosa，並編造出Queen Rosa和Princess Rosa的童話故事，希望恭子不會因不敢收貴重禮物而退還。
曾經吸煙，但在17歲已經戒掉。不懂烹飪。巨星庫・希斯利的兒子，有一段不為人知的殘酷過去，甚至連雷爾諾都不敢去看。在15歲前在美國與父母居住，學習武術，一直忍受因血統惹來的歧視和欺凌，打起來對方一定不是對手，但遵從父親和師父的教誨，認為不應以武術傷害別人而從不反擊，後來終於忍受到臨界點而開始以暴易暴。里克在一次追逐久遠，嘗試阻止他打人時衝出馬路，意外被車撞到去世。久遠因而受到非常大的打擊，變得奄奄一息，快要枯竭而盡，那時羅利向他伸出援手，安排他到日本，把頭髮染成深啡色，戴上啡色隱形眼鏡，並隱姓埋名，以「敦賀蓮」的身分活動，發誓靠自己的實力回到父母身邊——美國好萊塢。走的時候完全沒考慮到父母的心情，以敦賀蓮的身份拼命工作五年後才察覺完全沒跟父母聯絡。以為是父母對他徹底失望而不再理會他，其實是父母尊重他的意願，在他變回「久遠」前都不跟他聯絡。庫回日本時，在羅利的協助下，誤會得以化解。在羅利和潔莉的幫助下拍下久遠的錄影帶，並由庫帶回美國跟茱莉薇拉一起觀看。
只擁有四分之一的日本血統，父親為美日混血，而母親有俄羅斯血統。原本的髮色為金色，眼晴顏色為綠色（詳情請看205話，恭子有提及到CORN的眼睛是綠色的）。停止的手錶對他很重要，一直戴在右手，認為它是「沉重的手銬」，用作克制自己過去的黑暗一面。手錶的時間停在2時13分，貌似是他在美國的好友里克撞車去世的時間，手錶原主人不明，可能是久遠或里克。蓮認為是自己害死了里克，一直非常自責。他認為自己的幸福是從里克身上奪來的，所以自己沒資格擁有幸福，甚至以CORN的身分重遇恭子後都完全不露出笑容。後因恭子的親吻而拾回笑容，開始勇敢面對將來，並把手錶改成戴在左手。羅利知道他心態上的改變後感到無比的喜悅。已經向京子表白及相戀。
貴一
蓮在連續劇《螺旋之森》中飾演的男主角，跟夏季是對手。在感冒中還要拍淋雨的鏡頭，再加上由美子不斷說錯對白，病情因而惡化。
橘嘉月
蓮在連續劇《DARK MOON》中飾演的男主角。鎖定本鄉家的長女操，學習音樂並製造出邂逅的契機，打算從內部將本鄉家摧毀得體無完膚以報仇。計劃順利進行，直到他與本鄉家的次女美月相遇後，被不能自已的苦楚及甜蜜的禁忌情感折磨得心痛不已。羅利一開始已認為無戀愛經驗的蓮不能演好這角色而極力反對他出演，在蓮的極力要求下才勉強被說服，結果蓮真的被說中了，因不明白戀愛男人的心情而不能順利飾演，吃了幾次NG，並被強制停工。蓮感到非常沮喪，在家中喝悶酒，罕有地不接社的電話。後來因恭子和坊的鼓勵，嘗試找出屬於自己的嘉月，把美月當成恭子，並幻想如果他不能抑制好對恭子的感情會怎樣，終於成功飾演嘉月。
該隱・希爾（Cain Heel）
飾演電影《TRAGIC MARKER》男主角的虛構演員――神秘演員X。英日混血。在導演的安排下，不公開飾演B・J演員的真實身份，知道該隱就是蓮的只有恭子、社、電影導演及製作人等等，而共演者完全不知情，在電影上映後短時間內還不會公開。沉默寡言、急躁，雖然懂日語但基本上只說英語，經常因閒晃而遲大到，是個麻煩人物。非常疼愛妹妹雪花，認為她穿甚麼都好看，願意為她花上70萬日圓買一套衣服。最愛的事物只有妹妹和演戲。為了演好該隱的角色，蓮必須把封閉已久的，自己在美國身為「久遠」時的黑暗一面解放出來，偶爾會因解放太多而失控，好幾次被恭子的話說或行為帶回現實，拯救了他。
傑克・達雷爾（Jack Darell）
該隱在電影《TRAGIC MARKER》中飾演的男主角。1986年時25歲。1986年於英國連續殺人，受害者不分男女老少，藉由奪去受害者的心臟如此兇殘血腥的手段獲得快感。天性狡詐，高智商，輕易躲過警方緝捕並持續犯案。後來更變本加厲，開始跨國犯案，在英國、法國、德國和美國均有人受害，因而成為國際頭號通緝要犯，並被登錄於國際刑警的終極凶殘犯罪者黑名單中，編號是No.21，所以被稱為黑・傑克（Black Jack），簡稱B・J。1991年於英國被警方射殺，但屍體消失得無影無蹤。2021年在某國突然發生政要接二連三遭到殺害的案件，兇手就是傑克，他再度被警方射殺，可是屍體再次消失。2031年，他再一次現身並殺人。
不破尚（聲優：日本：神奈延年（廣播劇）／宮野真守（動畫）／台灣：李世揚／香港：李凱傑）
本名：不破松太郎、年齡：17歲、生日：5月29日、身高：179公分、血型：O型、出生地：京都、事務所：阿卡特奇經紀公司／赤時經紀公司（Akatoki Agency）
恭子的青梅竹馬。很怕看到恭子哭，覺得安慰她聽起來像是在炫耀，所以只能呆站著看。京都老字號旅館「松乃園」的獨生子，父母因此希望他和恭子結婚並繼承家業。從小開始就夢想是成為藝人，不顧父母的反對，在初中畢業後，16歲時就與恭子一起來到東京，剛出道就登上Oricon第一位，創下驚人的出道紀錄，順利地往熱門音樂人之路邁進，並在那時拋棄了恭子。
喜歡F罩杯的美女。性格浮華，自我中心，最喜歡聽別人讚美。將藝能界第一男藝人敦賀蓮視為最強對手，曾在大庭廣眾公然挑釁蓮，但因為蓮還臉帶笑容回應，顯得他很成熟，反而尚很孩子氣。
當前超人氣當紅的歌手，是很有實力的音樂人。身高小數點後的數字是自尊，非常重要。於Vie Ghoul事件後，唱歌的方式與以往不同了，演繹抒情的歌曲時多了一份深情。正處於「不破尚不敗的神話」時期，推出的新作不斷領先舊作，不同的歌曲互相替代獨佔樂壇排行榜榜首近三個月之久。
常常說恭子是個不性感、平凡的女人，在蓮出現後才逐漸明白自己對恭子的感情。曾嘗試向恭子表白，但被蓮阻止。後來對恭子下了「只有妳才能把我打敗」類似表白的戰書，但其實是向一旁的蓮宣戰，表示自己在恭子心中的地位比蓮的大得多。強吻恭子，意圖令恭子腦中只想著自己的事，後來被蓮吻面頰而化解。

### LME相關人物
琴南奏江（配音員：日本：田上由希子（廣播劇）／早水理沙（動畫）／台灣：詹雅菁／香港：林芷筠）
年齡：17歲、身高：168公分、血型：A型、出生地：東京、事務所：LME
立志要成為女演員。跟恭子同樣參加徵選會，能在3秒之內流出淚水。雖有精湛的演技卻因缺乏情感（對親人的愛）而在最終審查時落選，被羅利社長網羅組成LOVE ME部（拉不密部）。是來自龐大的貧窮家庭的氣質美女，因弟妹眾多而很會洗衣服，在LME選秀會看到恭子拿針線縫紉時，認為她很有家庭主婦的感覺而討厭和輕視她，其實是因為會想起自己家庭主婦感重的一面，後來逐漸被恭子的永不放棄的毅力所吸引，和恭子成為了好朋友。一開始誤以為恭子是蓮和尚的忠實粉絲，在成為朋友後終於解釋一切。口頭禪為「もー（Mo）」，意指「真是的」，因此恭子常以「MO子小姐（TVB：魚魚）」稱呼她。找遍很多家化妝品店，終於找到恭子喜歡的童話風化妝品套裝「閃閃亮亮BLING BLING♥SWEET彩妝組」，並在恭子17歲生日時送給她，恭子因而非常感激她，但奏江覺得那套化妝品令她丟臉至死，鼓起了很大的勇氣以及花了很多毅力才終於買下。唯一一個不把飛鷹當小孩子看待的人。本認為自己的哭戲不會輸給任何人，直到看到飛鷹演的哭戲，才深深地體會到自己的不足之處，察覺到自己的演技中缺乏感情。認為飛鷹是一名有實力的演員，並不是在身為演藝圈紅人的父母庇蔭下才能走上演員的道路。奏江被同劇組的一名笨蛋男纏上時，飛鷹幫她解圍，所以她特地向恭子請教了做巧克力的方法，並心存感激地第一次親手做巧克力，把它送給飛鷹。
社倖一（配音員：日本：川中子雅人／台灣：李世揚／香港：劉奕希）
年齡：25歲、生日：夏天（準確日期不明）
敦賀蓮的經紀人，為人親切友善，像個大哥哥般的存在。有關工作方面很有能力手腕，後來取得駕照。對於蓮跟恭子之間的關係相當關注，有時候也會揶揄蓮。外表看起來很精通機器，實際上是個機器殺手，徒手拿手機十秒手機就會報廢。能在面對蓮的狂熱粉絲時放出暴風雪般冷酷的眼神並阻擋他們，因此蓮才能保持不遲到的紀錄。在蓮17歲時，經羅利介紹而開始當蓮的經紀人，認為蓮一定積累了許多與他年齡不符的經驗和想法，第一次見他時才會露出那種耀眼華麗、面帶微笑，眼中卻充滿陰霾的模樣，像是某種絕望的形態。如果只是一個悠閒生活到17歲的少年，不可能散發出那樣的氣場。
羅利 寶田（配音員：日本：銀河萬丈（廣播劇）／石井康嗣（動畫）／台灣：李世揚／香港：招世亮）
生日：8月15日、身高：超過180公分（準確身高不明）
皇貴的父親，瑪莉亞的爺爺。蓮、恭子與奏江所屬經紀公司LORY'S MAJESTIC ENTERTAINMENT演藝製作公司（LORY'S MAJESTIC ENTERTAINMENT PRODUCTIONS）的創立者及社長，非常講究「愛」，在業界已超過20年以上，訓練出了許許多多的人才。由於服裝造型獨特，每次出場必定轟動。從小時候開始，光靠著野性的直覺去猜題就能讓成績保持在頂點，是個只靠直覺和好運生存到現在的男人。因為恭子只要融入過角色一次就能把「角色」隨意活靈活現，認為這在演員裡算是驚人的才能，所以恭子只要克服了「角色偏食」的問題，日後應該能成為為數不多的「真正的演員」。會挑剔蓮的演技，當蓮不能演好嘉月的角色時，說蓮是個只有三流演技的沒用傢伙，但其實是打從心底的照顧他及愛他。在久遠15歲時把他帶到日本，為他安排「敦賀蓮」的身份，是鮮有知道蓮的過去的人。以「路過的長腿叔叔」的名義，資助恭子和瑪莉亞舉辦的HAPPY GRATEFUL PARTY。
寶田瑪莉亞（配音員：日本：今野宏美／台灣：姚敏敏／香港：黃紫嫻）
年齡：7歲→8歲（漫畫117話開始）、生日：12月24日
羅利的孫女，皇貴的女兒。很喜歡蓮和恭子，並且把恭子視為最好的大姐姐，覺得恭子有著和她一樣的波長。5歲時，母親因趕回日本和她慶祝生日而遇上空難去世，所以很討厭自己的生日，認為是自己的任性才會導致母親去世。父親也不禁怪責她，關係因而轉差。母親的同事和粉絲們都背著瑪莉亞怪責她，但在她面前又說不是她的錯，所以瑪莉亞不相信大人的說話。認為LME的定期公演戲劇《天使語言不可思議的力量／天使的語言力量》劇情不合理，而到LME藝人附屬培訓所搗亂，試圖妨礙課程及舞台排戲，導致有學生受傷。最終在恭子飾演憎恨妹妹安琪兒（Angel）的芙蘿拉（Flora）時，解開了瑪莉亞的一些心結。在自己8歲生日那天的晚上六時半，於羅利邸內迎賓館，與恭子舉辦名為「HAPPY GRATEFUL PARTY」的感謝派對，藉由讓大家同歡的派對，向這一年照顧過她們的人傳達感謝之意。本來只想邀請幾個熟人，舉行類似家庭派對的小聚會，但被社長聽到這個消息，說要提供場地，再加上社長以「長腿叔叔」名義的資助，派對規模比恭子和瑪莉亞預想的大得多。渴望在感謝派對中見到父親，但又害怕自己的任性會導致父親跟母親同樣命運遇上空難去世而不敢寄出邀請卡。艾爾托拉應羅利要求把皇貴帶到感謝派對，父女間終於解開誤會。喜歡的服裝品牌為聖女貞德（Jeanne d'Arc）。
寶田皇貴
羅利的兒子，瑪莉亞的父親。在美國工作。曾說過是瑪莉亞的任性導致莉菜去世，但心底並不是這樣想。非常愛女兒，靠著一天兩封電郵與瑪莉亞聯繫，寫的內容每天一模一樣，只是因為女兒沒有回信而不了解她。每次都會在信末寫上我愛你。在恭子、羅利及艾爾托拉的協助下，父女間終於解開誤會。
寶田莉菜
瑪莉亞的母親。世界級的模特兒，在美國工作。趕回日本和瑪利亞慶祝五歲生日，在回程時遇上空難去世。
椹武憲（配音員：日本：河野智之（廣播劇）／濱田賢二（動畫）／台灣：梁興昌／香港：葉振聲）
年齡：41歲→42歲、生日：3月10日、血型：AB型
LME藝人部門主任。初時因被恭子強烈的怨恭詛咒，而讓恭子成功獲得加入LME的機會。在工作上幫了恭子很多，是個守信用易說話的好人。誤以為恭子是尚的忠實粉絲。
中澤（配音員：日本：近藤隆幸／香港：劉昭文）
LME歌手部門主任。
松島（配音員：日本：中川慶一／香港：張錦江）
LME演員部門主任。
上尾君子（配音員：日本：吉澤希梨／香港：陸惠玲）
事務所：LME
重量級演員。惹毛她的人會被她整得很慘。恃著有點名氣而經常遲到。
Bridge Rock（配音員：日本：光：笹田貴之、慎一：奈良徹、雄生：川上貴史）
年齡：光：20歲→21歲（漫畫127話開始）、慎一：18歲→19歲、雄生：18歲→19歲、事務所：LME
LME的搞笑組合，由三位姓氏同為石橋的男性組成，隊長為光，隊員為慎一和雄生。組合名稱來自三人的姓氏。主持一個名為《果然是隨心所欲瘋狂搖滾／三心兩意的ROCK》的綜藝節目，恭子在這節目中穿著娃娃裝，飾演節目的吉祥物——大公雞坊。其中隊長光喜歡恭子，而恭子不知道。
豐川浩次郎
Bridge Rock的經紀人。

### 連續劇《DARK MOON》相關人物
緒方啟文（聲優：日本：藤田圭宣／台灣：梁興昌／香港：曹啟謙）
年齡：27歲
連續劇《DARK MOON》的導演。原名伊達啟文，是個很溫柔的人。父親為有名的大導演伊達大尊，為了跳出父親盛名之累的陰影，特地改以緒方之名，重新翻拍父親在20年前所執導的名作《月晦／月朦朧》，期望能拍出屬於自我的風格，在劇情和人物設定上有改動，連《月晦》之名也改成英文《DARK MOON》。一直被人說跟父親各方面都很像，例如長相、聲音、喜好和興趣等等。尊敬父親的他剛開始感到很開心，但漸漸變得愈來愈不知道自己是誰，壓覆在他頭上的父親的影子實在太巨大，導致每次一聽到別人提起他父親就會停止呼吸。最終因蓮說的一句話而得以釋懷，超越了名導演父親帶來的重壓而脫胎換骨，變得非常有幹勁，稍微有點不滿意就要求重拍，變成NG魔王，目標是不讓別人有機會說《月晦》比《DARK MOON》好看。與麻生小姐是舊相識，看過《Prisoner》的PV後，覺得恭子飾演的天使擁有一股比惡魔還要邪惡、比黑夜更加漆黑的能量，直覺認為恭子一定能超越《月晦》的未緒，所以指定請她飾演。
百瀨逸美（聲優：日本：生天目仁美／台灣：姚敏敏／香港：曾秀清）
年齡：17歲、生日：11月（準確日期不明）
在《DARK MOON》中飾演女主角本鄉美月，操和未緒的堂姐妹，自幼父母雙亡後便被伯父收養。是受矚目的演技實力派女新人。認為恭子是個很厲害的藝人，開拍後不久與恭子成了不錯的夥伴。一開始蓮不能演好嘉月的角色，逸美因而說出「恭子的演技比蓮更好」、「跟蓮對戲比跟恭子對戲難得多」等話，恭子因而感到非常不甘心，認為自己的大前輩被小看了。後來蓮掌握好嘉月的心情而回到崗位，並在演技帶領逸美做出應有的反應，逸美因此而感到很不甘心，其後變得尊敬蓮。在最終回的追車場面，尚之的車子飆得很快時感到害怕。
飯塚寬子（聲優：日本：橫尾真理／台灣：詹雅菁／香港：黃鳳英）
在《DARK MOON》中飾演未緒的母親。資深女演員。曾經飾演《月晦》的未緒，並因此而成名，每次寫履歷一定把「曾飾演未緒」放在第一行。《DARK MOON》剛開拍時不滿恭子飾演的未緒，但與她對過戲後認同其演技。
大原愛理（聲優：日本：吉田麻實）
年齡：20多歲
在《DARK MOON》中飾演本鄉操。是溫柔大姐姐的類型，很照顧後輩的逸美和恭子。
貴島秀人
在《DARK MOON》中飾演尚之，在最終回的追車場面帶走美月。喜歡女色，尤其是成熟的美女。在《DARK MOON》慶功宴（171話）見到成熟度倍增的恭子後眼前一亮，打算追求她。被蓮發現，並以暗示作出威嚇，因而知道蓮喜歡恭子。
高木聰
《DARK MOON》的演員之一。
小谷紀子
《DARK MOON》的演員之一。
良子
在《DARK MOON》中飾演美月的好朋友良子。已出道兩年三個月。喜歡美男子，是蓮、尚和Vie Ghoul的粉絲。詢問恭子是不是出演了《Prisoner》的PV，背著恭子說她飾演的天使是靠化妝和服裝創造出來的仿冒品，說不定臉也有用CG修過。因恭子跟蓮很熟，又曾和尚有近距離接觸而很不甘心。把《Prisoner》的DVD借給社，社再給蓮觀看。
庫・希斯利（Cool Huxley）
敦賀蓮的父親，十分溺愛兒子。美日混血。出身自京都，現居美國的好萊塢明星。《DARK MOON》20年前版本《月晦》之男主角嘉月，當時藝名為「保津周平」，現名為「庫・希斯利」。到美國前為舊藝名舉行盛大的葬禮，以感謝的心情埋葬掉，召集到五萬名弔唁者。擁有「黑洞胃袋」的傳說，能吃得下50人份的食物。察覺到恭子具有做演員的潛質，所以給她一個試題，要求她扮演自己的兒子久遠作想像力特訓，以琢磨她的演技，認為只要恭子能克服「在演戲當中生存的喜悅」這個缺點就有大幅度的成長。在試題結束後，仍把恭子視為自己的孩子。跟蓮裝作是陌生人，在他變回原貌，回到父母的身邊前，都不會以父子相稱。
相樂恭紫狼
庫在17歲還以保津周平作藝名時飾演的不良角色。同時擁有溫柔的一面。
五十嵐
在《DARK MOON》最終回的追車場面當秀人的替身，被嘉月以時速一百公里的逆向行駛追逐。

### 連續劇《BOX"R"》相關人物
安南壽豐
連續劇《BOX"R"》的導演，認為演員必須遵從導演的指示。本來認為恭子只需把夏演得像未緒就可以，恭子希望擅自改變角色形象時，說要把她多餘的自尊徹底踩個粉碎。可是改變形象後的夏效果非常好，所以接受了她，並把有夏的鏡頭全都重拍。和屋八導演是朋友，經常一起喝酒。
屋八
連續劇《緋色的骰子》的導演。和安南導演是朋友，經常一起喝酒。很在意千織，一直在暗中默默守護她，很想讓她重回電視圈，知道安南導演要拍連續劇時，向他強力推薦千織。認為千織一定能刻服過去的陰影，戰勝過去，並重新回復成以前的模樣。
天宮千織
年齡：17歲、事務所：軟呢帽（Soft Hat）
在《BOX"R"》中飾演弓香，是欺凌集團的成員，被夏認為是弄髒了可以隨手丟棄，廉價的右手。6歲時曾經為天才童星，當時的藝名為天東AKARI／天東明，其後在連續劇《緋色的骰子》中飾演「明」的角色而紅遍半邊天，但在拍攝該部劇集時發生意外，後頸留下嚴重的燙傷疤痕，並退出了演藝圈。退出後因擺脫不了小時候所飾演的角色「明」，而滿懷恨意，把毒舌的話寫在筆記本上。一開始非常討厭恭子，認為她是靠運氣和時機走紅，而不是演技，討厭「運氣也是實力的一部分」這說法，因而忿忿不平，一時之氣把恭子推下樓梯，被光見到，但被恭子要求保密。在與恭子合作演出後，受她的一番話而擺脫了角色，繼而變得尊敬她，認為她是不死蝶。受恭子影響而向羅利自薦加入LOVE ME部（拉不密部），恭子對愛情、奏江對親情心中沒有愛，而千織則是對演戲。和恭子及奏江一樣，一心希望可以成為著名的女演員，並且找回童星時代對戲劇的熱愛。她所屬的事務所軟呢帽是一家小公司，當千織說想離開軟呢帽，加入LOVE ME部時，被社長哭著挽留，說她走了公司就傷腦筋，最終軟呢帽的社長和羅利討論後，決定讓她留在原公司，同時又能成為LOVE ME部的部員。在三年前的情人節被川越道香奪走初次演出連續劇的機會，因而非常討厭她。認為她只有臉蛋可取，演技非常造作，眼淚也明顯是點眼藥水的，連哭戲都不能靠自己哭出來，應乾脆不要演戲。以「天宮千織」這身份演戲的資歷只有4年，如果把童星年代都算進去就有15年。但把恭子這新人視為前輩，因其在LOVE ME部的資歷較長。
薪野穗奈美
在《BOX"R"》中飾演薰，是欺凌集團的成員，夏的知心好友，直到最後只有她還願意留在夏的身邊。一開始認為恭子連演員都不是，不喜歡她並事事針對她。後來看到恭子飾演的夏，認同她是一個貨真價實的演員。
須藤友加
在《BOX"R"》中飾演鶫，是欺凌集團的成員。蓮的粉絲。
丸山留美
在《BOX"R"》中飾演女主角千歲，開朗、受大家喜愛，因一件小事而成為夏欺凌的目標。是人氣偶像，暱稱丸美。性格率真、天然。喜歡玩名為《偵探士多啤・梨之蒂》的推理遊戲，也喜歡看推理劇。
柳織麻子
在《BOX"R"》中飾演被欺凌的女生。因欺凌橋段太過火而真的哭了出來，想要辭演，經紀人要求修正那一幕，不要演得那麼暴力。導演稱讚她能展現出絲毫不遜色於主角的衝撃性演技後，又燃起了心中的熱情，拼命說服經紀人讓她演下去，女演員的靈魂萌芽了。

### 電影《TRAGIC MARKER》相關人物
近衛
電影《TRAGIC MARKER》的導演。決定不公開飾演B・J演員的真實身份，創造出該隱・希爾的人物設定，但蓮飾演的該隱・希爾完全超乎他的想像。認為恭子是現今社會不多見，鞠躬行禮端莊優雅，又彬彬有禮的好孩子，如同一株楚楚可憐，悄然綻放的水仙花。
前川
電影《TRAGIC MARKER》的製作人。知道該隱是蓮，但對妹妹雪花的設定毫不知情。
村雨泰來
年齡：21歲
在《TRAGIC MARKER》中飾演光嗣。最愛的食物和飲品分別是「村雨之元」炸什錦和「村雨之血」可樂，是構成村雨的重要成分。中二直到17歲那年的夏天都是在近畿地方赫赫有名的暴走族總長，當時的別名為赤雨，又稱為赤鮫，傳說他出現之處會降下血雨。對雪花有好感，該隱因而向他表露出相當強的敵意。曾因踏中「久遠」的雷點而被失控的蓮掐住脖子吊在半空。非常討厭該隱，但不得不承認他是一個十分專業的演員，把該隱當成目標，下定決心要向一流演員進發。非常敬愛庫在17歲時飾演的相良恭紫狼，認為除了他以外沒人能勝任這角色。
愛華
愛吃糖炒栗子。一開始非常害怕該隱，但因害怕該隱而顫抖的模樣被他看到後，不小心聯想到恭子的害怕模式，脫離角色變回蓮，並對愛華露出了笑容，溫柔地摸了她的頭，愛華因而迷上該隱，認為他是現實世界中的恭紫狼，一直纏著他，導致雪花嫉妒地把愛華甩了出去。
莉緒
在《TRAGIC MARKER》中飾演愛華的姐姐。

### 其他人物
安藝祥子（聲優：日本：夏樹莉緒／台灣：詹雅菁／香港：朱妙蘭）
尚的經紀人，擁有炸彈級身材。就讀大學的話劇部出過很多著名演員，所以那時一直夢想當演員，後來認知到自己沒有演戲的天份，就在大學畢業時把這個夢想放棄，但始終還有眷戀，想從事與藝能界有關的工作，所以現在做了經紀人，認為自己比較適合發掘並協助別人發揮天份。
不倒翁屋夫婦（聲優：日本：岩崎征實、長濱滿里子（廣播劇）／佐藤晴男、瑚海みどり（動畫）／香港：盧國權、伍秀霞）
經營居酒屋「不倒翁屋」的夫妻。恭子最感謝的人之一。原是恭子晚上工作的地方，被尚拋棄後，恭子搬出為了尚而勉強租下的公寓，並居住在不倒翁屋的二樓。老闆因恭子不注重打扮又有禮貌而很喜歡她，在她染髮後不跟她說話，但事實上還很關心她。把相當於他性命的菜刀借給恭子作LME選秀會的才藝表演，可見他非常重視恭子。當恭子選秀會落選，非常氣餒時，鼓勵恭子重新振作，再次到LME向椹先生請求加入藝能界的機會。
尚的雙親（聲優：日本：父：株田裕介、母：吉田美保／香港：父：張炳強、母：黃麗芳）
在京都經營一家名為「松乃園」的老字號旅館，是把恭子視如己出，實際上養育她長大成人的雙親。希望尚能和恭子結婚，長大後繼承旅館，並教導恭子作為老闆娘必須知道的東西，例如茶道、對待客人的應有態度和標準站姿等等。尚的母親的兄長是最上冴菜工作的「柵生」律師行的老板。
最上冴菜
恭子的母親，對恭子非常冷漠，恭子幼時曾運用各式各樣的方法討好她但不果。經常把恭子交托給尚的雙親，很久都不把她接回家。職業是律師，並曾在公開場合否定生有子女。其實是因為年輕時被一個商業間諜(自稱)「禦園井一志」所騙，不只是因此懷有了女兒，更被其盜去重要的文件，而使到當時最重要的官司敗訴。使得她很想否定女兒的存在，為了防止自己失控想傷害恭子，而請求片柵協助，便把其寄養在妹妹家。
片桐
冴菜的上司與老板，著名律師行的老板和資深律師，經常上電視介紹法律常職，妹妹即不破尚的母親。
禦園井一志
恭子的生父，「禦園井一志」是他自報的化名，十多年前欺騙冴菜懷孕與盜取文件的商業間諜。
小宮（聲優：日本：高垣彩陽／香港：林元春）
恭子在加油站工作時的同事。尚的粉絲。
新開誠士（聲優：日本：野島裕史／台灣：李世揚／香港：陳廷軒）
年齡：34歲
電影《RINGDOH》的導演，對作品非常講究，拍攝過多部膾炙人口的好電影，是位相當年輕的名導演。讓恭子跟琉璃子展開演技對決。對於恭子未來在演員的部分很有興趣。
松內琉璃子（聲優：日本：川澄綾子／台灣：詹雅菁／香港：何璐怡）
偶像歌手，以白皙的皮膚為特點。身高158cm，體重45kg。在漫畫中的第2集及第3集登場。在電影《RINGDOH》中飾演大戶人家次女蝶子。在還是寂寂無名的新人時，只是單純地喜歡唱歌，即使正在發高燒都要求再次嘗試錄音，希望把自己的心情注入歌曲裡，讓歌迷聽到，在走紅後卻不知不覺地把那時的心情忘記，變得非常任性。因恭子而喚起她那時的感受，再次變得像以前那樣。
KAiNDO DRINCO
新推出碳酸飲料KYURARA的飲品生產商，以清爽作口號，令人回想起任何人都經歷過的「耀眼的青春時代」。多數拍過KAiNDO廣告的藝人都會大紅大紫，而被譽為創新的廣告全由黑崎潮執導。
黑崎潮（聲優：日本：草尾毅／台灣：梁興昌／香港：劉奕希）
KYURARA廣告試鏡會的評審之一，KYURARA廣告的導演，並執導所有KAiNDO DRINCO的廣告。外表看起來像小混混，行內稱他「黑潮」。將廣告起用人數變更為兩人。認為廣告是數十秒的勝負，必須在數十秒內，把廣告商品及生產商的印象強烈地印在消費者的腦海內。面對繪梨花所開價的兩千萬日圓不為所動，並說出「才能是不會賤賣的」。認為奏江的演技不錯，但對恭子更感興趣，認為她不是普通人，因為她能在主意被繪梨花抄襲後，一瞬間內想出一個新故事，還連KYURARA瓶裝不及罐裝的噴射力都計算好。
今井稔（聲優：日本：河本啟佑）
KYURARA廣告試鏡會的評審之一。業務企劃。戴眼鏡。在第二回遴選時，把瓶裝和罐裝的KYURARA遞給恭子。
船田學長（聲優：日本：石川ひろあき）
KYURARA廣告試鏡會的評審之一，KAiNDO DRINCO的社長。
山河睦夫（聲優：日本：岸本和也）
KYURARA廣告試鏡會的評審之一。KAiNDO DRINCO的專務。
和美（聲優：日本：三上枝織）
KYURARA廣告試鏡會參加者之一。跟直是好朋友。
直（聲優：日本：門田幸子）
KYURARA廣告試鏡會參加者之一。跟和美是好朋友。
高園寺繪梨花（聲優：日本：榎本溫子／台灣：姚敏敏／香港：曾佩儀）
KYURARA廣告試鏡會參加者之一。高園寺財團的千金大小姐。在小學三年級時跟奏江是同學，在某次奏江在話劇表演中被選為主角之後，便開始阻礙奏江跟戲劇之間的牽扯。明明在演戲方面很有實力，能靠自己的力量獲得機會，卻常動用家族勢力及財力獲得機會，希望把奏江的臉弄傷，使她不能拍攝KYURARA廣告，並由自己補上。後被奏江斥責而醒覺，正向著真正的演員世界邁進。擁有名為寶石隊的三名隨從，分別為紅寶石北條、藍寶石藤堂、綠寶石坂崎。
紅寶石北條（聲優：日本：龍野哲平）
寶石隊的其中一員。
藍寶石藤堂（聲優：日本：井上悟）
寶石隊的其中一員。
綠寶石坂崎（聲優：日本：柳田淳一）
寶石隊的其中一員。
大川真由美
KYURARA廣告試鏡會參加者之一。
酒井香織
KYURARA廣告試鏡會參加者之一。
由美子（聲優：日本：三上枝織）
在連續劇《螺旋之森》中飾演相樂夏季，跟貴一是對手。在淋雨的鏡頭不斷把台詞「太惹人懷疑」誤說成「惹太人懷疑」，因而NG了很多次，導致感冒中的蓮病情惡化。
七倉美森（聲優：日本：本多陽子／台灣：詹雅菁／香港：黃紫嫻）
年齡：15歲、事務所：阿卡特奇經紀公司／赤時經紀公司（Akatoki Agency）
恭子的同班同學，是剛出道的新偶像。從恭子入學開始就不斷的纏著她。被尚稱為「小狗」。在尚的歌曲《Prisoner》的PV中飾演天使A，即愛上惡魔的天使，即使壽命會縮短也毫不在乎，與天使B是好朋友。
Queen Record
唱片公司。阿卡特奇和LME都是不可冒犯的重要客人。
淺見
Queen Record的員工。
麻生春樹（聲優：日本：恆松步／台灣：姚敏敏／香港：陸惠玲）
Queen Record的員工。《Prisoner》唱片的製作人。因名字而常被人誤會是男的，但其實是擁有F罩杯和誘人長腿的，充滿女人味的美女。與緒方導演是舊相識。
上杉飛鷹
年齡：11歲→12歲（漫畫140話開始）
有名童星。兩歲就開始演戲的老手。父親上杉龍太郎及母親生羽目裕子均為名演員，祖父上杉虎徹更是有「日本歷史劇之王」之稱的超級名演員。由於家族全是知名演員，導致他態度囂張，但其實是一個愛鬧彆扭的小孩。現在12歲，就讀中一，但外表像小二、三。喜歡奏江。曾在《果然是隨心所欲瘋狂搖滾》擔任嘉賓。
松田
飛鷹的經紀人。
本宮香（聲優：日本：三上枝織）
年齡：20歲
和土田滿是情侶。本來是師生關係，相差19歲的禁忌之戀，克服重重障礙終成眷屬。稱土田滿為「小滿滿」，每天和他親吻15次。在電視節目中出現時，被蓮和恭子看到，促使了蓮發現自己對恭子的感情，及他掌握好嘉月的演技並回到片場。
土田滿（聲優：日本：四宮豪）
年齡：39歲
和本宮香是情侶。本來是師生關係，相差19歲的禁忌之戀，克服重重障礙終成眷屬。比本宮香的父親只小1歲，所以最近父母才同意他們的婚事。在電視節目中出現時，被蓮和恭子看到，促使了蓮發現自己對恭子的感情，及他掌握好嘉月的演技並回到片場。
Vie Ghoul（V・G）
五人樂團，成員分別為雷諾、彌勒、靜流、輔、清羅。樂團名被恭子誤聽成「米格魯／比高犬（Beagle）」。其實「Vie」是人生或生命之意，「Ghoul」是小惡魔、惡鬼或殘忍的人之意。樂團曾抄襲尚的風格，並在尚身邊安排間諜竊取歌曲，因而打敗尚成為榜首，後來被尚完全擊敗。
雷諾／雷爾諾（聲優：日本：高木俊（遊戲））
年齡：18歲
樂團Vie Ghoul的主音歌手。是個皮膚蒼白的通靈能者，常能看見別人看不到的事物，例如有夫之婦的美艷女鬼及恭子的「怨恭」，甚至可以徒手抓住怨恭。性格奇特，對名利毫不在乎，跟尚沒有仇恨，只是湊巧有一家公司想要一個能超越尚的歌手，覺得很有趣而打擊尚的事業。喜歡睡在鋪滿白玫瑰的棺材和遺體袋裡，電話鈴聲是般若心經。被恭子視為「魔界人」。最初的目標是折磨尚，並打算把他所有的東西全部搶過來，所以把恭子帶到樹林意圖不軌，希望做出比尚對恭子更殘酷的事，令恭子用仇恨把他完全銘記於心，但後來被尚阻止，並被他狠狠地打了一頓。曾多次令恭子像是被凍僵那樣全身麻木，無法動彈。很欣賞恭子那種既妖異又莊嚴、不可冒犯的氣魄，更認為她日後經過不斷的磨練後會成為一般男人完全配不上的女人。懂得窺看人的過去，一接觸恭子那顆「魔法石頭」就通曉石頭前主人被悲傷緊緊束縛著，認為那塊石頭非常不祥，應毫不猶豫地扔掉，並說如果那個人後來在那種情感下過著無法擺脫的人生，他現在不是瘋了，就是自行離開了這個世界。後來被蓮抓著手腕的觸踫中，知道蓮就是石頭的前主人，更知道了「敦賀蓮」是他的「偽名」、蓮是外國人及他那段不堪回首的過去，從此而儘量迴避蓮。現在的目標已改為折磨恭子，因其喜歡上了恭子。認為怨恨或憎惡的負面情緒比任何一種感情都能夠更長久地支配人心，只要能夠令恭子憎恨自己，那她不管睡著或清醒時都會想著自己，就可以支配她的思想和心，並把尚在她心中的位置全部搶過來。
彌勒／米洛克（聲優：日本：石田彰（遊戲））
年齡：19歲
樂團Vie Ghoul的鼓手。
靜流／史芝洛
年齡：19歲
樂團Vie Ghoul的貝斯手。
輔
樂團Vie Ghoul的結他手。
清羅
樂團Vie Ghoul的鍵盤手。
亞曼迪（R'Mandy）
服裝品牌。品牌名字來自設計師的名字Earl Mandy。
尼克（Nick）
亞曼迪的專屬模特兒，外國人，曾與蓮共事。
加藤
庫回日本時參與的節目主持人。和庫是同年代的好友。
茱莉薇拉・希斯利（Juliena Huxley）
敦賀蓮的母親。在美國居住的女演員，有俄羅斯血統。暱稱茱莉（Julie）。非常注重全家一起用餐，在兒子約五、六歲時，硬把料理塞進不肯吃飯的兒子嘴裡，直到認為他有吃飽為止，導致兒子吃飯時眼中總是噙滿淚水。非常疼愛兒子。在自己出外工作時，最愛的兒子突然消失蹤影，因而傷心欲絕，後因庫帶了久遠的錄影帶回美國而讓她釋懷。口頭禪是「只剩○○（一星期、三分鐘等）可活」。
艾爾托拉・杜里斯（Eltra Duris）
在美國居住。羅利和皇貴的朋友，跟瑪莉亞感情也很好。被瑪莉亞稱為TORA叔叔／托拉叔叔，而在日文中「TORA／托拉」和「虎」同音。應羅利要求，把皇貴當作瑪莉亞的8歲生日禮物，帶到感謝派對。似乎從事與演藝相關的事業，對恭子很有興趣，在感謝派對中詢問恭子在演藝圈得到甚麼東西時會最高興。
潔莉・伍茲（Jelly Woods，聲優：日本：甲斐田幸）
身高148cm，33歲。蓮的專屬美容師。在美容業界被稱為「魔女」，在海外也相當活躍。親密的人才能叫她天／TEN，但被恭子問到為甚麼會叫「天」時刻意迴避問題，像是不想別人知道「天」這個名字的由來。喜歡老男人，稱呼羅利為「達令／親愛的（Darling）」。協助蓮回復「久遠」的模樣，知道蓮不是日本人，但不知道他是庫的兒子。稱呼蓮為「小蓮」、「那孩子」。被恭子稱為魔法的女神「謬思大人」並崇拜她。
大友穗香
有名氣的時裝模特兒。曾在《果然是隨心所欲瘋狂搖滾》擔任嘉賓。恭子認為她非常有氣質，美得看呆了。
里克／瑞克（Rick）
蒂娜的男朋友。久遠在美國的好朋友，比久遠年長，像個大哥哥那樣一直向久遠提供意見，鼓勵他。幫久遠下個代代相傳的古老魔法，在茂伊蛋包飯上寫上「RELUCK」字樣，祈求永遠的幸福降臨在久遠身上。認為久遠是個膽小鬼，因為他太溫柔，欺凌他的人才會得寸進尺。在一次追逐久遠，嘗試阻止他打人時衝出馬路，意外被車撞到去世。久遠一直為此而自責。
蒂娜／塔拉（Tina）
里克的女朋友。認為久遠是害死里克的殺人兇手。如果里克跟久遠不是好朋友，他就不會死，死的應該是久遠才對。

## 出版書籍

### 單行本
| 集數 | 白泉社         | 白泉社                                                  | 東立出版社                  | 東立出版社                                              | 天下出版       | 天下出版               |
| 集數 | 發售日期       | ISBN                                                    | 發售日期                    | ISBN                                                    | 發售日期       | ISBN                   |
| ---- | -------------- | ------------------------------------------------------- | --------------------------- | ------------------------------------------------------- | -------------- | ---------------------- |
| 1    | 2002年7月19日  | ISBN 978-4-592-17821-7                                  | 2002年12月27日              | ISBN 978-986-11-1441-5                                  | 2003年5月14日  | ISBN 978-962-998-536-3 |
| 2    | 2002年11月19日 | ISBN 978-4-592-17822-4                                  | 2003年5月29日               | ISBN 978-986-11-2349-3                                  | 2003年5月14日  | ISBN 978-962-998-537-0 |
| 3    | 2003年3月19日  | ISBN 978-4-592-17823-1                                  | 2003年5月29日               | ISBN 978-986-11-2350-9                                  | 2003年6月11日  | ISBN 978-962-998-564-6 |
| 4    | 2003年7月18日  | ISBN 978-4-592-17824-8                                  | 2003年9月17日               | ISBN 978-986-11-3087-3                                  | 2003年9月1日   | ISBN 978-988-207-001-1 |
| 5    | 2003年10月17日 | ISBN 978-4-592-17825-5                                  | 2004年1月4日                | ISBN 978-986-11-3284-6                                  | 2003年11月18日 | ISBN 978-988-207-082-0 |
| 6    | 2004年2月19日  | ISBN 978-4-592-17826-2                                  | 2004年4月19日               | ISBN 978-986-11-3502-1                                  | 2004年4月2日   | ISBN 978-988-207-298-4 |
| 7    | 2004年7月16日  | ISBN 978-4-592-17827-9                                  | 2004年9月27日               | ISBN 978-986-11-4496-2                                  | 2004年9月2日   | ISBN 978-988-207-331-9 |
| 8    | 2004年10月19日 | ISBN 978-4-592-17828-6                                  | 2004年12月22日              | ISBN 978-986-11-5241-7                                  | 2004年12月1日  | ISBN 978-988-207-403-0 |
| 9    | 2005年2月18日  | ISBN 978-4-592-17829-3                                  | 2005年5月3日                | ISBN 978-986-11-5717-7                                  | 2005年4月4日   | ISBN 978-988-207-420-0 |
| 10   | 2005年6月17日  | ISBN 978-4-592-17830-9                                  | 2005年7月20日               | ISBN 978-986-11-7257-6                                  | 2005年8月2日   | ISBN 978-988-207-565-7 |
| 11   | 2005年10月19日 | ISBN 978-4-592-17831-6                                  | 2005年12月2日               | ISBN 978-986-11-7800-4                                  | 2005年12月10日 | ISBN 978-988-207-690-7 |
| 12   | 2006年2月17日  | ISBN 978-4-592-17832-3                                  | 2006年4月28日               | ISBN 978-986-11-8219-3                                  | 2006年4月19日  | ISBN 978-988-207-820-6 |
| 13   | 2006年6月19日  | ISBN 978-4-592-17833-0                                  | 2006年7月28日               | ISBN 978-986-11-8220-9                                  | 2006年8月3日   | ISBN 978-988-215-070-6 |
| 14   | 2006年10月19日 | ISBN 978-4-592-17834-7                                  | 2006年12月8日               | ISBN 978-986-11-8710-5                                  | 2006年12月8日  | ISBN 978-988-215-199-4 |
| 15   | 2007年2月19日  | ISBN 978-4-592-17835-4                                  | 2007年3月26日               | ISBN 978-986-11-8711-2                                  | 2007年3月29日  | ISBN 978-988-215-292-2 |
| 16   | 2007年6月25日  | ISBN 978-4-592-17836-1                                  | 2007年7月27日               | ISBN 978-986-11-9708-1                                  | 2007年7月28日  | ISBN 978-988-215-395-0 |
| 17   | 2007年10月19日 | ISBN 978-4-592-17837-8                                  | 2007年12月14日              | ISBN 978-986-11-9709-8                                  | 2007年12月5日  | ISBN 978-988-215-520-6 |
| 18   | 2008年2月25日  | ISBN 978-4-592-17838-5                                  | 2008年4月3日                | ISBN 978-986-10-1462-3                                  | 2008年4月3日   | ISBN 978-988-215-633-3 |
| 19   | 2008年7月17日  | ISBN 978-4-592-17839-2                                  | 2008年9月2日                | ISBN 978-986-10-1463-0                                  | 2008年9月24日  | ISBN 978-988-215-766-8 |
| 20   | 2008年10月17日 | ISBN 978-4-592-17840-8                                  | 2008年12月15日              | ISBN 978-986-10-2731-9                                  | 2008年12月24日 | ISBN 978-988-215-830-6 |
| 21   | 2009年2月19日  | ISBN 978-4-592-18611-3                                  | 2009年4月23日               | ISBN 978-986-10-3394-5                                  | 2009年4月24日  | ISBN 978-988-215-938-9 |
| 22   | 2009年6月19日  | ISBN 978-4-592-18612-0                                  | 2009年8月14日               | ISBN 978-986-10-3980-0                                  | 2009年8月5日   | ISBN 978-988-8029-29-7 |
| 23   | 2009年10月19日 | ISBN 978-4-592-18613-7                                  | 2009年12月14日              | ISBN 978-986-10-4672-3                                  | 2010年1月28日  | ISBN 978-988-8030-31-6 |
| 24   | 2010年2月19日  | ISBN 978-4-592-18614-4                                  | 2010年4月26日               | ISBN 978-986-10-5305-9                                  | 2010年5月10日  | ISBN 978-988-8031-71-9 |
| 25   | 2010年6月18日  | ISBN 978-4-592-18615-1                                  | 2010年8月23日               | ISBN 978-986-10-5982-2                                  | 2010年8月5日   | ISBN 978-988-8032-48-8 |
| 26   | 2010年10月19日 | ISBN 978-4-592-18616-8                                  | 2010年12月24日              | ISBN 978-986-10-6605-9                                  | 2010年12月16日 | ISBN 978-988-8033-67-6 |
| 27   | 2011年2月18日  | ISBN 978-4-592-18617-5                                  | 2011年7月4日                | ISBN 978-986-10-7207-4                                  | 2011年4月11日  | ISBN 978-988-8096-59-6 |
| 28   | 2011年6月20日  | ISBN 978-4-592-18618-2                                  | 2011年10月13日              | ISBN 978-986-10-8006-2                                  | 2011年8月5日   | ISBN 978-988-8097-50-0 |
| 29   | 2011年11月24日 | ISBN 978-4-592-18619-9                                  | 2012年3月26日               | ISBN 978-986-10-8963-8                                  | 2012年1月3日   | ISBN 978-988-8098-64-4 |
| 30   | 2012年3月19日  | ISBN 978-4-592-18620-5                                  | 2012年7月25日               | ISBN 978-986-10-9733-6                                  | 2012年6月6日   | ISBN 978-988-8099-57-3 |
| 31   | 2012年9月20日  | ISBN 978-4-592-19491-0                                  | 2012年12月21日              | ISBN 978-986-317-952-8                                  | 2012年11月13日 | ISBN 978-988-8100-40-8 |
| 32   | 2013年3月19日  | ISBN 978-4-592-19492-7                                  | 2013年6月26日               | ISBN 978-986-332-237-5                                  | 2013年7月2日   | ISBN 978-988-8213-27-6 |
| 33   | 2013年9月20日  | ISBN 978-4-592-19493-4                                  | 2014年1月13日               | ISBN 978-986-337-429-9                                  | 2013年11月4日  | ISBN 978-988-8214-20-4 |
| 34   | 2014年3月20日  | ISBN 978-4-592-19494-1                                  | 2014年7月21日               | ISBN 978-986-348-719-7                                  | 2014年4月30日  | ISBN 978-988-8214-70-9 |
| 35   | 2014年9月19日  | ISBN 978-4-592-19495-8                                  | 2015年1月26日               | ISBN 978-986-365-857-3                                  | 2014年11月26日 | ISBN 978-988-8215-29-4 |
| 36   | 2015年3月20日  | ISBN 978-4-592-19496-5                                  | 2015年8月28日               | ISBN 978-986-431-122-4                                  | 2015年6月8日   | ISBN 978-988-8215-61-4 |
| 37   | 2015年9月25日  | ISBN 978-4-592-19497-2                                  | 2016年1月12日               | ISBN 978-986-462-221-4                                  | 2015年11月20日 | ISBN 978-988-8216-01-7 |
| 38   | 2016年3月18日  | ISBN 978-4-592-19498-9                                  | 2016年5月25日               | ISBN 978-986-337-672-9                                  | 2016年5月31日  | ISBN 978-988-8216-49-9 |
| 39   | 2016年9月20日  | ISBN 978-4-592-19499-6                                  | 2016年12月30日              | ISBN 978-986-482-019-1                                  | 2016年11月19日 | ISBN 978-988-8216-90-1 |
| 40   | 2017年3月20日  | ISBN 978-4-592-19500-9 ISBN 978-4-592-10571-8（限定版） | 2017年8月31日               | ISBN 978-986-482-999-6                                  | 2017年5月13日  | ISBN 978-988-8216-98-7 |
| 41   | 2017年10月20日 | ISBN 978-4-592-21641-4                                  | 2018年4月12日               | ISBN 978-957-965-280-3                                  | 2017年11月22日 | ISBN 978-988-8217-27-4 |
| 42   | 2018年5月18日  | ISBN 978-4-592-21642-1                                  | 2018年10月22日              | ISBN 978-957-26-1287-3                                  | 2018年6月28日  | ISBN 978-988-8217-35-9 |
| 43   | 2019年1月18日  | ISBN 978-4-592-21643-8                                  | 2019年5月29日               | ISBN 978-957-26-2954-3                                  | 2019年3月14日  | ISBN 978-988-8217-69-4 |
| 44   | 2019年9月20日  | ISBN 978-4-592-21644-5 ISBN 978-4-592-10615-9（限定版） | 2020年4月10日               | ISBN 978-957-26-4193-4                                  | 2019年10月17日 | ISBN 978-988-8217-823  |
| 45   | 2020年5月20日  | ISBN 978-4-592-21645-2                                  | 2020年9月3日                | ISBN 978-957-26-5337-1                                  | 2020年7月2日   | ISBN 978-988-8217-908  |
| 46   | 2021年1月20日  | ISBN 978-4-592-21646-9                                  | 2022年2月11日               | ISBN 978-957-26-6409-4                                  | 2021年3月24日  |                        |
| 47   | 2021年9月17日  | ISBN 978-4-592-21647-6                                  | 2022年4月1日                | ISBN 978-957-26-7957-9                                  |                |                        |
| 48   | 2022年6月20日  | ISBN 978-4-592-21648-3 ISBN 978-4-592-10631-9（特裝版） | 2023年2月13日 2023年2月20日 | ISBN 978-626-347-183-2（特裝版） ISBN 978-957-26-9757-3 |                |                        |
| 49   | 2023年3月20日  | ISBN 978-4-592-21649-0                                  | 2023年12月15日              | ISBN 978-626-372-610-9                                  |                |                        |
| 50   | 2024年3月19日  | ISBN 978-4-592-22480-8                                  | 2025年3月27日               | ISBN 978-626-02-1655-9                                  |                |                        |
| 51   | 2024年12月20日 | ISBN 978-4-592-22509-6                                  |                             |                                                         |                |                        |

### 其他書籍
公式漫迷手冊
SKIP BEAT！華麗的挑戰漫迷手冊～LOVE ME！～
詳盡囊括角色、劇情、劇中劇等資料，並收錄祝賀恭子生日快樂的特別短篇ACT.X　LUCKY NUMBER “25” AFTER ～SWEET BITTER～。封面圖源為花與夢2008年14期封面恭子與花與夢2009年06期封面蓮和尚，兩張花與夢封面合成。
| 卷數 | 白泉社        | 白泉社                 | 東立出版社    | 東立出版社             |
| 卷數 | 發售日期      | ISBN                   | 發售日期      | ISBN                   |
| ---- | ------------- | ---------------------- | ------------- | ---------------------- |
| 全   | 2009年3月19日 | ISBN 978-4-592-18697-7 | 2010年1月10日 | ISBN 978-986-10-4718-8 |

小說
2016年9月20日發售、ISBN 978-4-59-221764-0

## DVD
Skip Beat! ～華麗的動畫DVD～
- 花與夢2008年23號（2008/11/5）的付錄
- 發售日：2008年11月20日
- 光碟數：1
- 目錄

1. 開場
2. 聲優講談
3. 節目宣傳廣告
4. 特別環節
5. 第1集摘要
6. 結尾

- 登場角色
  - 最上恭子：井上麻里奈
  - 敦賀蓮：小西克幸
  - 不破尚：宮野真守
  - 旁白導覽／社倖一：川中子雅人

## 廣播劇CD
Skip Beat! Drama CD
- 發售日：2002年9月26日
- 銷售代理：Marine ENTERTAINMENT Inc.
- 商品編號：MMCC-7029
- 光碟數：1
- 收錄時間：71分9秒
- 價格：2,800日圓（含稅）
- 曲目表

1. 堅強少女・恭子
2. 箱子就這樣被打開了
3. 被纏上就完了
4. 朝向出道之門
5. 白熱的徵選會
6. 欠缺的感情
7. 附錄～羅利 寶田的華麗日常～

- 登場角色
  - 最上恭子：長澤美樹
  - 敦賀蓮：成田劍
  - 不破尚：神奈延年
  - 羅利 寶田：銀河萬丈
  - 椹武憲：河野智之
  - 祥子（尚的經紀人）：杉本優
  - 不倒翁屋老闆：岩崎征實
  - 不倒翁屋老闆娘：長濱滿里子
  - 琴南奏江：田上由希子
  - 尚的母親：重松朋
  - 電視主持人：下崎紘史
  - 面試主持人：新垣樽助
  - 接待員：鈴木まひる

2004☆Happy！Drama CD
- 花與夢2004年4號的付錄
- 發售日：2004年1月20日
- 光碟數：1
- 曲目表

1. 來自女性角色的訊息
2. Mini Drama「偷偷愛着你」
3. Mini Drama「女子妄想症候群」
4. Mini Drama「愛麗絲學園」
5. Mini Drama「SKIP・BEAT！」
6. Mini Drama「羊之淚」
7. 來自男性角色的訊息

- 登場角色
  - 最上恭子：長澤美樹
  - 敦賀蓮：成田劍

SKIP・BEAT! BLACK DRAMA CD　黑色氣息　序幕
- 花與夢2012年18號（2012/9/5）的付錄
- 發售日：2012年8月20日
- 光碟數：1
- 曲目表

1. 黑色氣息　序幕　A
2. 黑色氣息　序幕　B
3. 聲優訪談

- 登場角色
  - 最上恭子：井上麻里奈
  - 敦賀蓮：小西克幸
  - 羅利 寶田：石井康嗣
  - 琴南奏江：早水理沙
  - 潔莉・伍茲：甲斐田幸

SKIP・BEAT! DRAMA CD　～情人節兵器～
- 花與夢2013年4號（2013/2/5）的付錄
- 發售日：2013年1月19日
- 光碟數：1
- 曲目表

1. KISS　A
2. KISS　B
3. 聲優訪談

- 登場角色
  - 最上恭子：井上麻里奈
  - 敦賀蓮：小西克幸
  - 不破尚：宮野真守
  - 社倖一：川中子雅人
  - 緒方啟文：織田圭祐
  - 百瀨逸美：生天目仁美
  - 大原愛理：吉田麻實

## 電視動畫
動畫化消息由《花與夢》2008年14期宣布製作。並於2008年10月5日深夜2時於日本東京電視台開始播放。
內容尚未完結，暫沒有消息關於第2季會否播放。

### 製作人員
- 監督：佐山聖子
- 企劃：古川陽子、內山晴人、中村直樹、春田克典、青木建彥
- 系列構成：關島真賴
- 人物設定：熊谷哲矢
- 服裝設計：吉川義貴
- 道具設計：荒川真嗣
- 美術監督：竹田悠介、篠原理子
- 色彩設計：谷本千繪
- 攝影監督：木村康史
- 編輯：後藤正浩
- 音響監督：本山哲
- 音樂：多田彰文
- 動畫製作人：皆川護
- 製作人：堀切伸二、鈴木浩介、熊谷拓登
- 動畫製作：HAL FILM MAKER
- 製作：LME Love Me部

### 主題曲
片頭曲
- 第一片頭曲：「Dream Star」（第1集 - 第19集）

歌：the generous
作詞：yoko & BOUNCEBACK／作曲：大西克巳／編曲：中村康就
- 第二片頭曲：「Renaissance」（第20集 - 第25集）

歌：the generous
作詞：yoko & ／作曲：大西克巳／編曲：河野圭
- 香港版片頭曲：「Shining Like a Star」（第1集 - 第19集）

歌：官恩娜
作詞：鄭櫻綸／作曲：大西克巳／編曲：中村康就
片尾曲
- 第一片尾曲：「淚」（第1集 - 第19集）

歌：2BACKKA
作詞：HAMMAER/Mago/Jin／作曲：JIN／編曲：JIN
- 第二片尾曲：「永遠」（第20集 - 第25集）

歌：木山裕策
作詞、作曲：多胡邦夫／編曲：渡邊徹
插入曲
- 插入曲：「BURNIN' DOWN」

歌：不破尚（宮野真守）
作詞：杉山昭彥／作曲、編曲：多田彰文
- 插入曲：「Prisoner」

歌：不破尚（宮野真守）
作詞：杉山昭彥／作曲、編曲：多田彰文

### 各話標題
| 話數     | 日文標題 | 台灣標題               | 香港標題           | 劇本       | 分鏡              | 演出       | 作畫監督                            |
| -------- | -------- | ---------------------- | ------------------ | ---------- | ----------------- | ---------- | ----------------------------------- |
| STAGE.01 |          | 箱子就這樣被打開了     | 心中的箱子被打開   | 關島真賴   | 佐山聖子          | 鎌仲史陽   | 畑智司                              |
| STAGE.02 |          | 戰慄饗宴               | 戰慄宴會           | 久保田雅史 | 五月女有作        | 五月女有作 | 山崎輝彥 荒川繪里花                 |
| STAGE.03 |          | 欠缺的感情             | 欠缺的感情         | 大知慶一郎 | 佐藤順一          | 高田昌宏   | 服部憲知 石堂伸晴 松井誠            |
| STAGE.04 |          | 重逢的迷宮             | 再會的迷宮         |            | 細田雅弘          | 杉山慶一   | 吉田雄一                            |
| STAGE.05 |          | 危險地帶               | 危險地帶           | 關島真賴   | 筑紫大介          | 玉川真人   |                                     |
| STAGE.06 |          | 舞會的邀請函           | 舞會的邀請信       |            | 佐山聖子          | 小高義規   | 龜井大祐 畑智司 伊東克修            |
| STAGE.07 |          | 公主的革命             | 公主革命           | 大知慶一郎 | 山本裕介          | 中山敦史   | 八尋裕子                            |
| STAGE.08 |          | 同生死 共患難          | 天使的語言力量上集 | 久保田雅史 | 大脊戶聰          | 大脊戶聰   | 木下勇喜 山崎輝彥 荒川繪里花        |
| STAGE.09 |          | 天使語言不可思議的力量 | 天使的語言力量下集 | 關島真賴   | 小澤一浩          | 杉山慶一   | 吉田雄一                            |
| STAGE.10 |          | 手掌中的BLUE           | 手掌上的藍         | 大知慶一郎 | 三原武憲          | 福田貴史   | 村上直紀 龜井大祐                   |
| STAGE.11 |          | 暴風雨般的真面目       | 暴風的真面目       | 久保田雅史 | 佐山聖子          | 山口賴房   |                                     |
| STAGE.12 |          | 開啟的傷口             | 裂開的傷口         |            | 石井久志          | 中山敦史   | 八尋裕子                            |
| STAGE.13 |          | BATTLE GIRL            | BATTLE GIRL        | 大知慶一郎 | 松田哲朗          | 古川知宏   | 木下勇喜 荒川繪里花                 |
| STAGE.14 |          | 秘密的蓋章簿           | 秘密的集印簿       | 久保田雅史 | 細田雅弘 佐山聖子 | 杉山慶一   | 吉田雄一                            |
| STAGE.15 |          | 與地雷源共處           | 與地雷為伴         | 關島真賴   | 佐藤順一          | 小高義規   | 龜井大祐                            |
| STAGE.16 |          | 討厭x討厭              | 討厭x討厭          | 久保田雅史 | 佐山聖子          | 安藤健     | 松岡謙治 小山知洋                   |
| STAGE.17 |          | 命運的DATE             | 命運的約會         | 大知慶一郎 | 石井久志          | 中山敦史   | 八尋裕子                            |
| STAGE.18 |          | 罪惡彷若天使           | 天使般的罪孽       |            | 福田貴之          | 福田貴之   | 佐藤道雄 木下勇喜                   |
| STAGE.19 |          | 最後的儀式             | 最後儀式           | 小澤一浩   | 杉山慶一          | 吉田雄一   |                                     |
| STAGE.20 |          | 月亮的邀約             | 月之誘惑           | 關島真賴   | 佐山聖子          | 筑紫大介   | 江上夏樹 龜井大祐 吉田雄一 相澤澄江 |
| STAGE.21 |          | 擁有資格的人           | 有資格的人         | 大知慶一郎 | 佐山聖子          | 山口賴房   |                                     |
| STAGE.22 |          | 世界毀滅之日           | 世界毀滅之日       | 久保田雅史 | 山本裕介          | 土屋康郎   | 江上夏樹 村上直紀                   |
| STAGE.23 |          | 扣下板機               | 燃起導火線         |            | 佐藤順一          | 古川知宏   | 佐藤道雄 雨宮英雄                   |
| STAGE.24 |          | 此種接觸是被容許的     | 容許的接觸         | 小山真     | 小澤一浩          | 杉山慶一   | 吉田雄一                            |
| STAGE.25 |          | 於是，門被打開了       | 門被打開了         | 關島真賴   | 佐山聖子          | 佐山聖子   | 熊谷哲矢 佐山聖子                   |

### 播放電視台
| 播放地區       | 播放電視台   | 播放日期                                              | 播放時間                                | 放送区分       | 備註   |
| -------------- | ------------ | ----------------------------------------------------- | --------------------------------------- | -------------- | ------ |
| 關東廣域圈     | 東京電視台   | 2008年10月5日 - 2009年3月29日                         | 星期一 26:00 - 26:30                    | 東京電視台系列 |        |
| 愛知縣         | 愛知電視台   | 2008年10月6日 - 2009年3月30日                         | 星期一 26:58 - 27:28                    | 東京電視台系列 |        |
| 福岡縣         | TVQ九州放送  | 2008年10月7日 - 2009年3月31日                         | 星期二 26:23 - 26:53                    | 東京電視台系列 |        |
| 岡山縣、香川縣 | 瀨戶內電視台 | 2008年10月8日 - 2009年4月1日                          | 星期三 25:18 - 25:48                    | 東京電視台系列 |        |
| 大阪府         | 大阪電視台   | 2008年10月10日 - 2009年4月3日                         | 星期五 27:35 - 28:05                    | 東京電視台系列 |        |
| 北海道         | 北海道電視台 | 2008年10月14日 - 2009年4月7日                         | 星期二 26:00 - 26:30                    | 東京電視台系列 |        |
| 日本全域       | AT-X         | 2008年11月12日 - 2009年3月25日 2009年4月1日 - 4月29日 | 星期三 11:00 - 11:30 水曜 10:00 - 10:30 | CS頻道         | 有重播 |

日本海外
| 播放地區 | 播放電視台 | 播放日期                      | 播放時間               | 備註                                                                                                 |
| -------- | ---------- | ----------------------------- | ---------------------- | --- |
| 臺灣     | 八大綜合台 | 2009年12月27日－2010年3月27日 | 星期日 21:30-22:30     | 2010年1月10日起改為22:00-23:00播出 1月23日起改為星期六20:00-21:00 2月13日停播 3月27日改為20:00-20:30 |
| 香港     | J2         | 星期六 23:15-23:45            | 2010年2月20日－8月28日 | 世界盃期間於23:45-00:15播出                                                                          |
| 香港     | 翡翠台     | 星期日10:00-11:00             | 2011年4月10日－7月10日 | 5月29日停播 7月10日改為10:00-10:30                                                                   |

### 香港版片頭曲爭議
香港的無線電視J2台於2010年2月20日開始播放，片頭曲是播放由官恩娜演唱之版本；雖然此動畫是有提供粵日雙語廣播，但是觀眾指出於第二聲道（日語聲道）收聽時未有日語版本；有網民懷疑是因為授權商群英社要求無線電視方面不要播放日語版片頭曲，或者是受到四大唱片公司杯葛無線電視後，為了增加歌手方面的工作，或者宣傳香港版片頭曲，因此便不播放日語版片頭曲。
其後有網民指出，無線電視方面高層人士曾經表示安排於無線電視J2台播放之日本動畫，片頭曲及片尾曲不會播放粵語版本，因此這次安排被不少動畫迷的批評，尤其是有不少動畫迷曾經向無線電視反映有關動畫播放的意見，之後很快便作出改善，有網友覺得之前的良好記錄毀於一旦。
電視台之後回覆網民的查詢，證實第1集沒有於第二聲道播放日語主題曲只是人為失誤，故與上述網民的猜測無關。

### 獎項
- 由官恩娜主唱的香港區粵語版片頭曲《Shining Like a Star》曾於「新城勁爆兒歌頒獎禮2009」內奪得「新城勁爆兒歌」獎
- 由官恩娜主唱的香港區粵語版片頭曲《Shining Like a Star》於內地電台南方生活廣播「流行南方粵語兒歌大匯」成為三星期冠軍歌曲

## 電視劇
台灣八大電視台與日本、韓國合拍的偶像劇，改編自日本同名暢銷漫畫作品。由白歆惠，陳意涵與韓國Super Junior團員始源、東海領銜主演。2011年12月18日上檔。

## 註腳

### 出處
1. ↑  . 夠Yeah.   [2024-06-21]. （原始内容存档于2011-05-24）.
2. ↑  . BookLive.   [2024-08-31]. （原始内容存档于2024-08-31）.
3. ↑  單行本第33卷，第153,156頁，番外〈那個時候的他。〉.
4. ↑  . tvb.com. 2010-02-20  [2015-01-20]. （原始内容存档于2012-07-09） （中文）.
5. ↑  . tvb.com. 2010-02-21  [2015-01-20]. （原始内容存档于2012-07-09） （中文）.
6. ↑  . tvb.com. 2010-02-21  [2015-01-20]. （原始内容存档于2012-07-14） （中文）.

## 外部連結
- （日語）仲村佳樹訪問（白泉社）
- （日語）動畫官方網站（页面存档备份，存于）
- （日語）白泉社動畫特集網站（页面存档备份，存于）
- （日語）遊戲官方網站（页面存档备份，存于）
- （繁體中文）東立出版社
- （繁體中文） 群英社官方網站（页面存档备份，存于）
- （繁體中文） 八大電視台《華麗的挑戰》官方部落格（页面存档备份，存于）
- （繁體中文） TVB.com（页面存档备份，存于）